# Niolamia argentina
Niolamia argentina — вид вымерших пресмыкающихся из семейства меиоланиид (Meiolaniidae), живших во времена эоцена (48,6—37,2 млн лет назад) на территории современной Аргентины. Единственный вид в роде Niolamia.

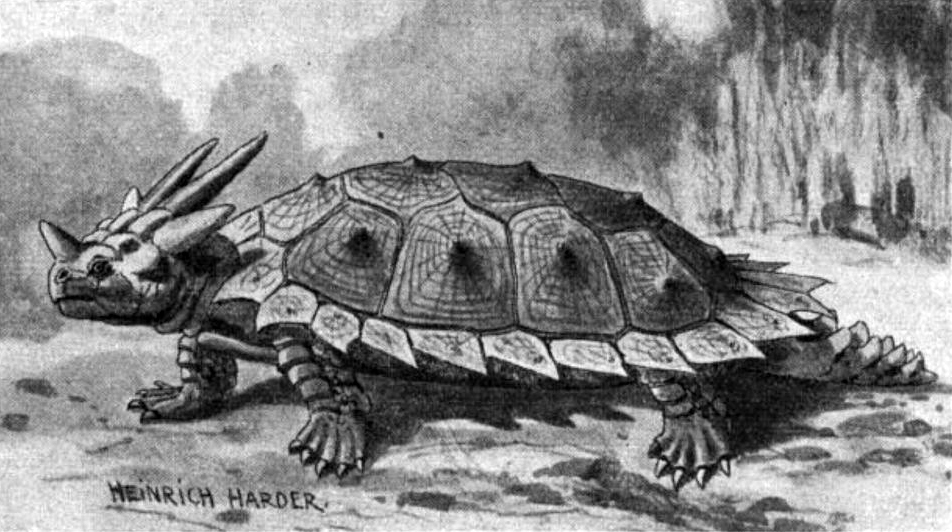
Реконструкция Генриха Хардера

Новые вид и род описаны Флорентино Амегино в 1899 году по голотипу MLP 26-40, представляющему из себя почти полный череп с нижней челюстью. Артур Смит Вудвард включал вид в род Meiolania, но более поздние исследователи не поддержали эту классификацию.
Это крупная наземная растительноядная тестудината.